# Ettakatol
Ettakatol, nom courant du Forum démocratique pour le travail et les libertés (arabe : التكتل الديمقراطي من أجل العمل والحريات soit et-Takatol ed-Dīmoqrāṭī min ajl il-‘Amal wal-Ḥoriyāt) ou FDTL, est un parti politique social-démocrate tunisien fondé le 9 avril 1994 et reconnu le 25 octobre 2002. Il est dirigé par son fondateur, le médecin et radiologue Mustapha Ben Jaafar, jusqu'en 2017, lorsqu'il est remplacé par Khalil Zaouia.
Le parti est membre de l'Internationale socialiste en tant qu'observateur (vu qu'il n'a pas payé ses cotisations) et ce jusqu'au 30 août 2012, date à laquelle il est élu membre permanent, disposant ainsi du droit à la parole et au vote.

## Histoire
Durant le régime de Zine el-Abidine Ben Ali, le parti ne joue qu'un rôle secondaire. Il est membre de la coalition du 18-Octobre pour les droits et les libertés, aux côtés du Parti démocrate progressiste, du Parti communiste des ouvriers de Tunisie et de quelques islamistes. Le parti commence à éditer en 2007 un hebdomadaire arabophone intitulé Mouwatinoun (Citoyens).

### Élections de 2009
En 2009, il participe pour la première fois aux élections législatives, ne remportant que 0,12 % des voix et aucun siège à la Chambre des députés.

En vue de l'élection présidentielle organisée le même jour, le secrétaire général Mustapha Ben Jaafar crée un « coup de théâtre » lorsqu'il annonce sa candidature pour l'élection le 9 avril. En effet, bien que dirigeant d'un parti récent qui n'a pas encore tenu de congrès électif à ce moment-là, Ben Jaafar défend sa candidature lors d'un entretien avec Jeune Afrique, le 8 décembre 2008 : 
« La loi dit qu'il faut être élu, et je le suis. Mes pairs du FDTL m'ont choisi en tant que numéro un du mouvement. Je suis donc habilité à me porter candidat à la candidature pour l'élection présidentielle de 2009 dans le strict respect de la loi. »
Il appuie sa candidature sur une analyse de juristes portant sur l'amendement constitutionnel de juillet 2008. Mais Zouheir M'dhaffer, ministre délégué auprès du Premier ministre, chargé de la Fonction publique et du Développement administratif et ancien président du Conseil constitutionnel, insiste sur le fait que « le dirigeant d'un parti qui se présente à la présidentielle doit être élu par un congrès, et non par l'instance fondatrice de son mouvement ». Néanmoins, Ben Jaafar rappelle que « ni la constitution, ni le Code électoral, ni la loi sur les partis ne font état d'une telle exigence » et que celle-ci dépend du règlement intérieur des partis.
À l'occasion de son premier congrès organisé les 29 et 30 mai 2009, Mustapha Ben Jaafar est reconduit et les douze membres du bureau politique sont renouvelés.
Ben Jaafar affirme que sa candidature, confirmée par le congrès du FDTL, a surtout pour « enjeu de changer les règles du jeu politique et de rompre avec des pratiques d'une autre planète » tout en restant ouvert au dialogue, y compris avec le parti au pouvoir. Il pense qu'« à défaut d'avoir des moyens égaux, [les candidats] doivent avoir au départ les mêmes chances ».
Il propose ainsi plusieurs réformes, dont la limitation du nombre de mandats présidentiels à deux et, rejoignant Ahmed Brahim du mouvement Ettajdid, la création d'une instance électorale autonome et indépendante pour organiser l'élection, en lieu et place du ministère de l'Intérieur. Il faut aussi, selon lui, une ouverture sur le champ médiatique audiovisuel qui lui est interdit selon lui. Cette condition est pour lui « une demande fondamentale pour que le prochain scrutin ne soit pas une occasion manquée, comme tous ses précédents ». Il s'écarte ainsi de l'opinion de l'opposant radical Ahmed Néjib Chebbi, qui désire des observateurs internationaux pour contrôler l'élection. De plus, Ben Jaafar dit ne pas écarter l'éventualité pour toute l'opposition dite démocratique de présenter un seul candidat à la présidentielle.
Le 24 septembre, il est le dernier candidat à présenter sa candidature, en affirmant qu'« il y a des compétences capables d'assumer les plus hautes responsabilités politiques [...] et que l'alternance au pouvoir est possible », sa démarche cherchant à « sortir les Tunisiens de la léthargie et de l'état de démission, dans lesquels ils se trouvent ».
Devant ses partisans réunis dans l'enceinte du Conseil constitutionnel, il réclame la libération de syndicalistes condamnés dans la foulée du mouvement social de 2008 dans la région minière de Redeyef. Le Conseil constitutionnel invalide cependant cette candidature au motif qu'il ne remplit pas la condition selon laquelle un candidat doit être le chef élu de sa formation depuis au moins deux ans,. Par conséquent, Ben Jaafar appelle le 5 octobre à voter pour Brahim qui est le « seul candidat sérieux » selon lui.

### Après la révolution
Après la révolution de 2011, Ettakatol devient l'un des principaux représentants du centre-gauche,. Le 17 janvier 2011, Ben Jaafar est nommé ministre de la Santé dans le gouvernement intérimaire mais démissionne quelques jours plus tard pour protester contre la présence de ministres issus du parti de Ben Ali. Dès lors, le parti s'appuie principalement sur le bénévolat de ses membres et ses activités dans les médias sociaux.
Lors de l'élection de l'assemblée constituante du 23 octobre 2011, le parti remporte vingt des 217 sièges, devenant la quatrième force politique du pays. Durant la campagne électorale, les cadres du parti s'engagent à ne pas s'allier avec Ennahdha. Par la suite, le parti entre en coalition avec le mouvement islamiste Ennahdha et le Congrès pour la République (CPR), ce qui donne naissance à ce qu'on appelle la troïka. En conséquence, Ben Jaafar est élu président de l'Assemblée constituante le 22 novembre ; le parti soutient la candidature de Moncef Marzouki (CPR) à la présidence de la République et la nomination de Hamadi Jebali (Ennahdha) comme chef du gouvernement.
De 2011 à 2014, le parti participe aux gouvernements Jebali et Larayedh, avant de soutenir le gouvernement Jomaa.
À l'issue des élections législatives de 2014, le parti perd sa représentation parlementaire.
Le 20 janvier 2020, le candidat du parti à l'élection présidentielle de 2019 et l'un de ses leaders, Elyes Fakhfakh, est désigné comme chef du gouvernement par le président de la République Kaïs Saïed. Le 22 janvier, Fakhfakh démissionne de ses responsabilités au sein d'Ettakatol, afin de se consacrer à la composition du gouvernement.

#### Deuxième congrès
Le deuxième congrès du parti se tient du 5 au 7 juillet 2013 à Tunis et voit Ben Jaafar être réélu secrétaire général du parti. Plusieurs personnalités, essentiellement des représentants de partis socialistes, sont invitées à y assister :
- Philip Cordery du Parti socialiste (PS) français ;
- Ousmane Tanor Dieng du Parti socialiste sénégalais ;
- Driss Lachgar de l'Union socialiste des forces populaires ;
- Abdallah Abdallah du Fatah ;
- Thomas Vaupel du Parti social-démocrate d'Allemagne ;
- Ahmed Mestiri ;
- Sihem Bensedrine.

#### Troisième congrès
Le 7 septembre 2017, Ben Jaafar annonce qu’il ne se représente pas à la tête du parti lors de son troisième congrès. Il est remplacé le 10 septembre par Khalil Zaouia en tant que président du parti et Kamel Gargouri en tant que secrétaire général.

### Dirigeants

#### Président
- Khalil Zaouia (depuis 2017)

#### Secrétaires généraux
- Mustapha Ben Jaafar (1994-2017)
- Kamel Gargouri (depuis 2017)

### Identité visuelle

Logo officiel (avril 1994-juillet 2019).
Logo officiel (depuis juillet 2019).

## Résultats électoraux

### Élections législatives
| Année     | Voix                  | %                     | Rang                  | Sièges                | Gouvernements                                                   |
| --------- | --------------------- | --------------------- | --------------------- | --------------------- | --------------------------------------------------------------- |
| 2009      |                       | 0,12 %                | 8e                    | 0 / 214               | Extra-parlementaire : Ghannouchi II (2011)                      |
| 2011 AC   | 284 989               | 7,03 %                | 4e                    | 20 / 217              | Coalition (troïka) : Jebali (2011-2013) et Larayedh (2013-2014) |
| 2014      | 24 592                | 0,72 %                | 14e                   | 0 / 217               | Extra-parlementaire                                             |
| 2019      | 7 506                 | 0,26 %                | >31e                  | 0 / 217               | Extra-parlementaire : Fakhfakh (2020)                           |
| 2022-2023 | Boycott de l'élection | Boycott de l'élection | Boycott de l'élection | Boycott de l'élection | Boycott de l'élection                                           |

### Élections présidentielles
| Année | Candidat              | Voix                  | %                     | Résultat              |                       |
| ----- | --------------------- | --------------------- | --------------------- | --------------------- | --------------------- |
| 2014  | Mustapha Ben Jaafar   | 21 989                | 0,67                  | 10e                   |                       |
| 2019  | Elyes Fakhfakh        | 11 532                | 0,34                  | 15e                   |                       |
| 2024  | Boycott des élections | Boycott des élections | Boycott des élections | Boycott des élections | Boycott des élections |